# Pelargonium papilionaceum
Pelargonium papilionaceum, auch als Schmetterlingspelargonie bekannt, ist eine Pflanzenart aus der Gattung der Pelargonien (Pelargonium) innerhalb der Familie der Storchschnabelgewächse (Geraniaceae). Sie ist in Südafrika beheimatet.

## Beschreibung

### Vegetative Merkmale
Pelargonium papilionaceum wächst als aufrechte, mehrjährige Pflanze und kann bis 2 Meter hoch werden. Die nicht sukkulente Art bildet verholzende Triebe aus. Die mit weichen Haaren besetzten Seitentriebe sind krautig und tragen die herzförmigen Blätter. Diese werden bis 70 Millimeter lang und bis 100 Millimeter breit. Der Blattrand ist fein gezähnt oder ganzrandig.

### Generative Merkmale
Der doldenartige Blütenstand besteht aus 5 bis 12 Einzelblüten. Diese sind hellrosa bis karminrot gefärbt und besitzen zwei große obere Kronblätter und drei kleinere untere. Auf den oberen Kronblättern ist ein dunkelvioletter Fleck vorhanden.

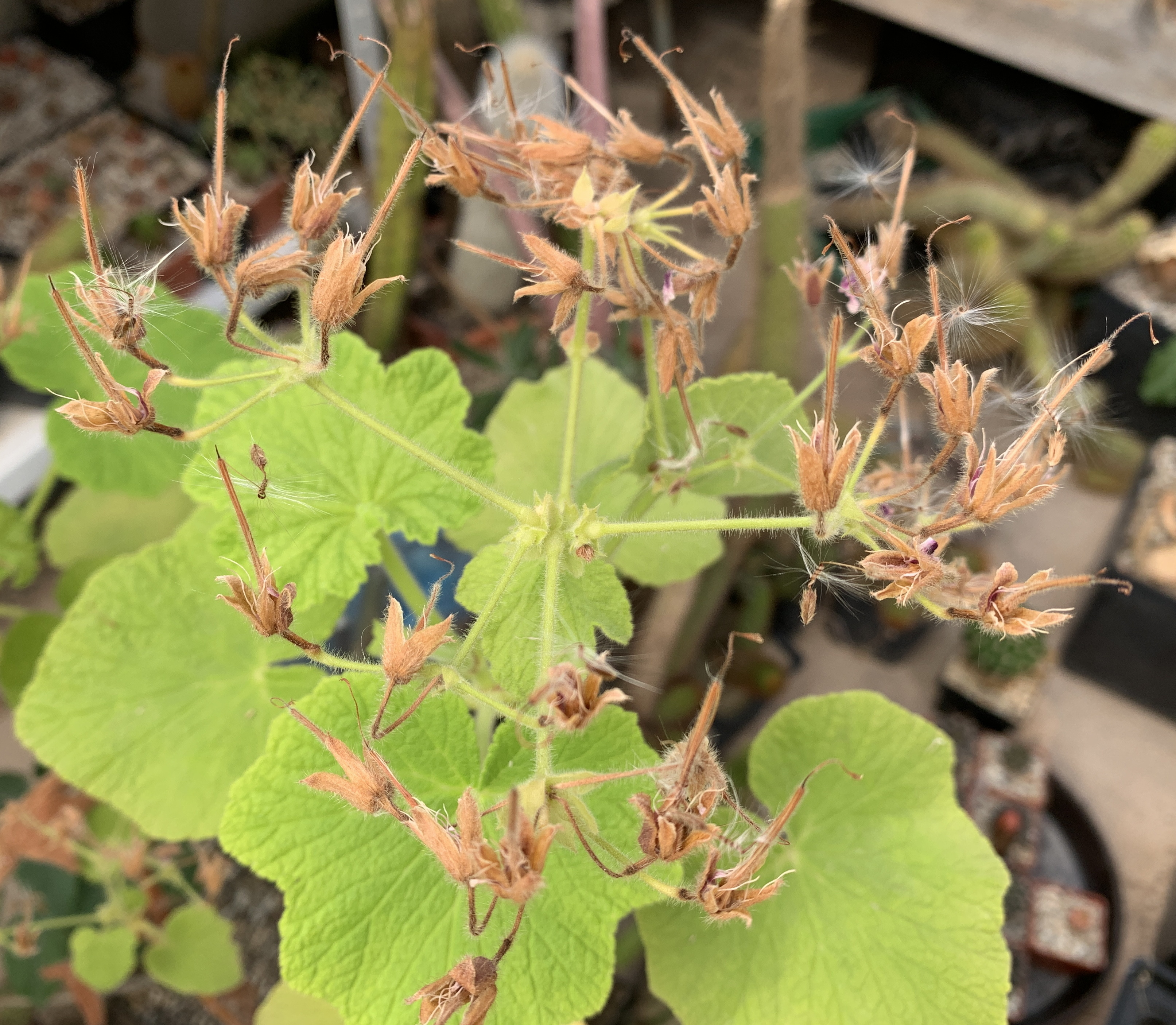
Fruchtstand

## Vorkommen
Das Verbreitungsgebiet von Pelargonium papilionaceum liegt in den südlichen Gebieten der südafrikanische Provinzen Westkap und Ostkap. Das Vorkommen reicht von Stellenbosch bis Makhanda. Die Pflanzen wachsen an Waldrändern und halbschattigen Stellen in der Nähe von Bächen.

## Systematik
Die Erstbeschreibung als Geranium papilionaceum erfolgte 1753 durch Carl von Linné. Charles Louis L’Héritier de Brutelle stellte die Art 1789 in die von ihm neu geschaffene Gattung Pelargonium.
Die Art wird in der Roten Liste der gefährdeten Pflanzenarten Südafrikas als „Least Concern“ = „nicht gefährdet“ bewertet.

## Nachweise